# Quinto Aquilio Níger
Quinto Aquilio Níger (en latín Quintus Aquilius Niger) fue un senador romano de finales del siglo I y comienzos del siglo II, que desarrolló su carrera política bajo los imperios de Domiciano, Nerva, Trajano y Adriano.

## Carrera política
Su primer cargo conocido fue el de proconsul o gobernador de Sicilia, provincia de rango pretorio. En 117, último año del imperio de Trajano fue elegido consul ordinarius.